# Алфимов, Михаил Владимирович
Михаи́л Влади́мирович Алфи́мов (род. 6 июля 1937, Курская область) — советский и российский учёный в области фотохимии молекул и супрамолекулярных систем, фотохимических процессов регистрации информации. Академик РАН (1997, членкор АН СССР с 1981), доктор физико-математических наук (1973), профессор (1977). Председатель научно-технического совета при совете директоров ОАО «Роснано».

## Биография
Родился в селе Ивановка Глазуновского района Курской области (в 1944 году район передан в состав Орловской области). В 1961 году окончил физико-химический факультет МФТИ по специальности химическая кинетика и горение. В 1961—1997 годах работал в Институте химической физики им. Н. Н. Семёнова.
В 1967 году защитил диссертацию на степень кандидата физико-математических наук «Триплетные состояния под действием быстрых электронов», а в 1973 году — диссертацию на степень доктора физико-математических наук «Перенос энергии и 2-ступенчатые процессы с участием триплетных состояний». В 1977 году присвоено учёное звание профессора.
С 1973 года заведующий лабораторией фотохимии твёрдого тела в Институте химической физики, с 1985 по 1987 год и. о. директора этого института, с 1987 по 1997 год заведующим отделом фотохимии (преобразован в 1997 году в Центр фотохимии РАН). В 1989 году совместно с А. В. Кузьмичёвым, М. М. Фридманом и Г. Б. Ханом создал компанию «Альфа-Фото», занимавшуюся продажами фотоматериалов, компьютеров и копировального оборудования. В 1994—2003 годах и. о. заместителя председателя, заместитель председателя, с 1997 года председатель Российского фонда фундаментальных исследований (РФФИ). С 2004 года директор Центра фотохимии РАН.
29 декабря 1981 года избран членом-корреспондентом АН СССР (РАН с 1991 года) по Отделению общей и технической химии (техническая химия). 29 мая 1997 года М. В. Алфимова избрали действительным членом РАН по Отделению общей и технической химии (химия).
Является заведующим кафедрой физики супрамолекулярных систем и нанофотоники факультета молекулярной и химической физики (ФМХФ) альма-матер.
Председатель НТС «Российской корпорации нанотехнологий» (ОАО «Роснано»), член бюро Отделения нанотехнологий и информационных технологий РАН. Главный редактор журналов «Химия высоких энергий», «Российские нанотехнологии», «Журнал научной и прикладной фотографии», член редколлегии журнала «Нанотехнологии. Экология. Производство».
В 2006—2018 годах занимал пост главного редактора журнала «Российские нанотехнологии».

## Научная деятельность
Основные области научных исследований — органическая нанофотоника, фотофизика и фотохимия супрамолекулярных систем. Вместе со своими учениками внёс значительный вклад в исследование и моделирование спектральных и фотохимических свойств молекул (а также комплексов и агрегатов на их основе), развитие методологии органического и неорганического синтеза, изучение самоорганизации молекулярных и наноразмерных систем с использованием оптических и фотохимических свойств, конструирование и направленный синтез оптически и фотохимически активных наноразмерных структур, создание на их основе хемосенсорных материалов.

## Награды и премии
- Орден Дружбы (1999) — за большой вклад в развитие отечественной науки, подготовку высококвалифицированных кадров и в связи с 275-летием Российской академии наук[4]
- Орден Дружбы народов (1987)[3]
- Орден Почётного легиона (Франция)[3]
- Крест ордена «За заслуги перед Федеративной Республикой Германия»[3]
- Лауреат Государственной премии РФ в области науки и техники (2000)[3]
- Лауреат Государственной премии РФ в области науки и техники за 2017 год (2018)[5]